# Ageha Ohkawa
Ageha Ohkawa (大川緋芭 , Ōkawa Ageha), född som Nanase Ohkawa 2 maj 1967 i Osaka i Japan, är en av medlemmarna i den manga-tecknande gruppen CLAMP. Hon är gruppens ledare och ansvarar för att skriva manus till de serier som ges ut. 
Ohkawa hette tidigare Nanase Ohkawa, men år 2004 bytte hon namn till Ageha Ohkawa. Hon fortsatte dock att använda sitt gamla namn ibland, till exempel när hon skrev manus till olika animeserier. I februari 2008 meddelade hon i sin blogg att hon hade för avsikt att återgå till att använda Nanase som officiellt namn igen.